# Autoriteit Consument & Markt
De Autoriteit Consument & Markt (ACM) is een Nederlandse onafhankelijke publieke toezichthouder belast met het toezicht op de mededinging, de telecommunicatie en het consumentenrecht.

## Geschiedenis
De ACM ontstond op 1 april 2013 door een fusie van de Consumentenautoriteit (CA), de Onafhankelijke Post en Telecommunicatie Autoriteit (OPTA) en de Nederlandse Mededingingsautoriteit (NMa).
Met de samenvoeging van deze toezichthouders zegt de Nederlandse wetgever een vergroting van de effectiviteit en efficiëntie van het markttoezicht na te streven, alsmede een vermindering van de regeldruk; daarnaast zou deze nieuwe constellatie volgens de wetgever moeten leiden tot efficiëntere inzet van personeel en het delen van kennis en ondersteuning, en daarmee tot besparingen. De ACM is een zelfstandig bestuursorgaan zonder rechtspersoonlijkheid waardoor deze juridisch onderdeel is van het ministerie van Economische Zaken. Dit betekent tevens dat de ACM zelf en niet de bestuurders het bestuursorgaan is.
De reden om alleen de Consumentenautoriteit, OPTA en NMa te laten deelnemen aan de fusie is gelegen in het feit dat deze alle drie niet-financieel markttoezicht uitoefenen (mededingingstoezicht, sectorspecifiek markttoezicht en consumentenbescherming). Hieruit valt te verklaren waarom toezichthouders als het Commissariaat voor de Media en het Agentschap Telecom niet zijn meegenomen in de samenvoeging.

## Organisatie
De Autoriteit Consument & Markt bestaat uit drie leden. De voorzitter wordt benoemd voor een periode van zeven jaar en de overige leden voor een periode van vijf jaar. De voorzitter en de overige leden kunnen eenmaal worden herbenoemd voor eenzelfde periode. De bestuursleden worden door de Ministerie van Economische Zaken benoemd, maar zij zijn onafhankelijk in hun besluitvorming. Elk bestuurslid heeft een eigen taakgebied. Bestuursvoorzitter van de ACM is sinds september 2018 Martijn Snoep. De medewerkers van de ACM zijn rijksambtenaren die rechtstreeks onder het Ministerie van Economische Zaken vallen.

## Taken
De ACM is belast met het toezicht op de mededinging, sectorspecifiek markttoezicht en consumentenbescherming. Wat betreft het mededingingstoezicht voert ze de taken uit van de voormalige NMa, door toezicht uit te oefenen op de naleving van de Mededingingswet, de Wet op het financieel toezicht en enkele bepalingen uit de Drinkwaterwet. Sectorspecifiek markttoezicht heeft betrekking op het toezicht op de naleving van een verscheidenheid aan sectorspecifieke wetten en Europese verordeningen, waaronder de Spoorwegwet, de Telecommunicatiewet, de Gaswet en Verordening (EG) nr. 714/2009. De taken omtrent de consumentenbescherming omvatten het gehele takenpakket van de voormalige Consumentenautoriteit.

## BES-eilanden
Op Bonaire, Sint Eustatius en Saba (de BES-eilanden) gelden meestal andere wetten dan in Europees Nederland. Voor het werk van de ACM gelden speciale wetten die haar belasten met het toezicht op de elektriciteits- en drinkwatervoorziening, de postsector en de telecomsector. Daarnaast stelt zij op grond van de Wet elektriciteit en drinkwater BES de tarieven vast die consumenten en bedrijven in Caribisch Nederland betalen voor elektriciteit en drinkwater.